# Salacighia
Salacighia es un género de plantas con flores  pertenecientes a la familia Celastraceae. Comprende 3 especies descritas y de estas, solo 2 aceptadas.

## Taxonomía
El género fue descrito por  Ludwig Eduard Theodor Loesener y publicado en Repert. Spec. Nov. Regni Veg. 49: 228. 1940. La especie tipo es: Salacighia malpighioides Loes. 

## Especies aceptadas
A continuación se brinda un listado de las especies del género Salacighia aceptadas hasta julio de 2011, ordenadas alfabéticamente. Para cada una se indica el nombre binomial seguido del autor, abreviado según las convenciones y usos.
- Salacighia letestuana (Pellegr.) Blakelock
- Salacighia linderi (Loes.) Blakelock